# Coelenteramida
La coelenteramida, u oxiluciferina, es el producto oxidado de las reacciones bioluminiscentes en numerosos organismos marinos que utilizan coelenterazina. Fue aislada por primera vez como una proteína fluorescente azul de Aequorea victoria, después de que los animales fueron estimulados para emitir luz. En condiciones básicas, el compuesto se descompone en coelenteramina y ácido 4 -hidroxifenilacético.
Se trata de una aminopirazina.